# Francavilla al Mare
Francavilla al Mare – miejscowość i gmina we Włoszech, w regionie Abruzja, w prowincji Chieti.
Według danych na rok 2004 gminę zamieszkiwały 23 733 osoby, 1078,8 os./km².